# ناحیه الین، شهرستان کینگمن، کانزاس
شهرستان الین، بخش کینگمن، کنساس (به انگلیسی: Allen Township, Kingman County, Kansas) یک منطقهٔ مسکونی در ایالات متحده آمریکا است که در کانزاس واقع شده‌است.

## خصوصیات
شهرستان الین ۹۴٫۹۶ کیلومترمربع مساحت و ۱۰۹ نفر جمعیت دارد و ۴۵۲ متر بالاتر از سطح دریا واقع شده‌است.